# Нова Нечаєвка
Нова Неча́євка (рос. Новая Нечаевка, ерз. Новая Нечаевка) — селище у складі Кочкуровського району Мордовії, Росія. Входить до складу Булгаковського сільського поселення.

## Населення
Населення — 3 особи (2010; 15 у 2002).
Національний склад (станом на 2002 рік):
- росіяни — 100 %